# Melomys cervinipes
Melomys cervinipes là một loài động vật có vú trong họ Chuột, bộ Gặm nhấm. Loài này được Gould mô tả năm 1852.

## Hình ảnh

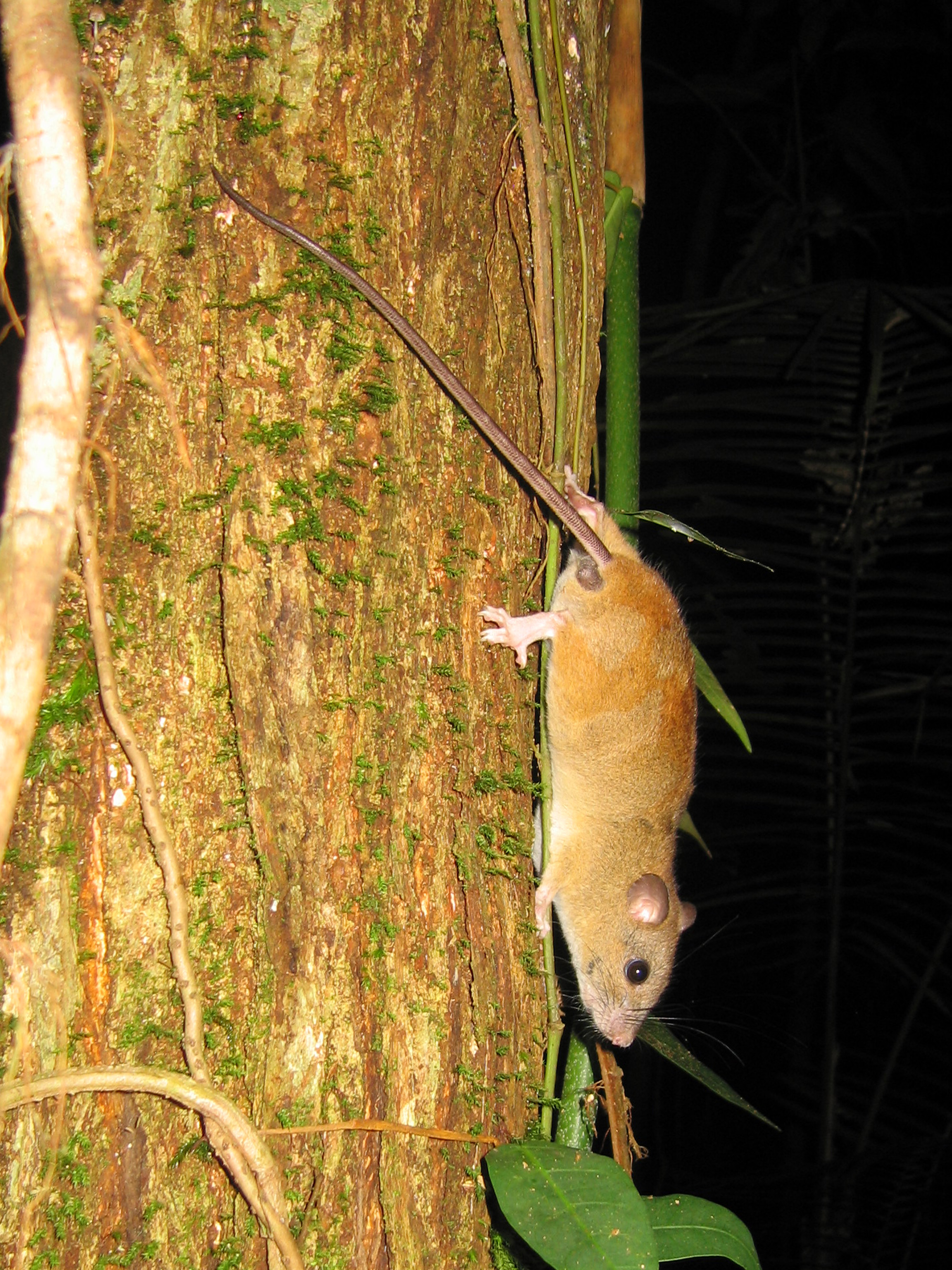